# Hurlements (jeu de rôle)
Hurlements, le jeu de l'initié est un jeu de rôle écrit par Jean-Luc Bizien, Valérie Bizien, illustré par Benoît Dufour, Eric Bizien et Didier Le Cler. Il a été édité par les Éditions Dragon Radieux en janvier 1989.
C'est un jeu initiatique où les joueurs découvrent peu à peu de grands secrets.

## Univers
Tout commence par l'éveil des personnages, au Moyen Âge, dans le Royaume de France. Ils sont nantis du pouvoir de se transformer en un animal.
Le jeu est principalement basé sur la vie de la caravane et les dangers qu'elle rencontre, souvent la suspicion des habitants quand des événements étranges surviennent, et parfois des problèmes internes. Mais il y a toujours des relations très riches avec les nombreux habitants de la caravane et les personnages hauts en couleur que la caravane va croiser sur son chemin…

## Système de jeu
Le système de jeu, ultra-simple, met résolument l'emphase sur l'interprétation du rôle (roleplay). Tout se joue sur 1D100 et, de toute manière, les joueurs n'ont pas leur fiche de personnage et n'ont pas à connaître les règles, le tout étant géré par le Meneur de jeu. La création du personnage nécessite deux jets de dés.